# Firmino von Doellinger da Graça
Firmino von Doellinger da Graça (Rio de Janeiro, 12 de fevereiro de 1879 – 28 de janeiro de 1962) foi um médico brasileiro.
Foi eleito membro da Academia Nacional de Medicina em 1921, ocupando a cadeira 36, da qual é patrono.